# پسفیک ایست اژیا کارگو ایرلاینز
پسفیک ایست اژیا کارگو ایرلاینز (به انگلیسی: Pacific East Asia Cargo Airlines) یک شرکت هواپیمایی باربری با کد یاتا Q8 است که در تاریخ ۹ اکتبر ۱۹۹۰ میلادی تأسیس شده‌است.
دفتر مرکزی پسفیک ایست اژیا کارگو ایرلاینز در فیلیپین واقع شده‌است و قطب این شرکت هواپیمایی در فرودگاه بین‌المللی نینوی آکوئینو قرار دارد و به ۱۷ مقصد، پرواز مستقیم انجام می‌دهد.

## مقصدهای پروازی

### جنوب شرق آسیا

#### فیلیپین
- لوزون
  - Angeles (فرودگاه بین‌المللی کلارک)
  - Legazpi (فرودگاه لگازپای)
  - مانیل (فرودگاه بین‌المللی نینوی آکوئینو)
  - پورتوپرنسس (فرودگاه بین‌المللی پورتو پرینسسا)
  - Tuguegarao (فرودگاه تاگیگارائو)
- ویسایا
  - Bacolod (فرودگاه بین‌المللی باکولود-سیلای)
  - سبو (شهر) (فرودگاه بین‌المللی مکتان-کبو)
  - Dumaguete (فرودگاه سیبولان)
  - Iloilo (فرودگاه بین‌المللی ایلوئیلو)
- میندانائو
  - Cagayan de Oro (فرودگاه بین‌المللی لاگویندینگان)
  - داوائو سیتی (فرودگاه بین‌المللی فرانسیسکو بنگویی)
  - جنرال سانتوس (فرودگاه بین‌المللی ژنرال سانتوس)
  - Zamboanga (فرودگاه بین‌المللی زامبونگا)

### شرق آسیا

#### تایوان
- تایپه (فرودگاه بین‌المللی تائویوان تایوان)

## مقصدهای پیشین
جمهوری خلق چین
- هنگ کنگ (فرودگاه بین‌المللی هنگ کنگ)

سنگاپور
- سنگاپور (فرودگاه چانگی سنگاپور)

کره جنوبی
- سئول (فرودگاه بین‌المللی اینچئون)

اندونزی
- جاکارتا (فرودگاه بین‌المللی سوئکارنو-هتا)